# みんなで筋肉体操
『みんなで筋肉体操』（みんなできんにくたいそう）は、NHK総合で放送されている体操番組。

## 企画・制作
NHKで放送されている『テレビ体操』の体裁で、筋力トレーニングを指導する5分間のミニ番組。2018年8月に初回放送が行われると、ネット・SNSで話題が拡散し複数回再放送された他、番組中の台詞「筋肉は裏切らない」が新語・流行語大賞の候補となるなど好評を博し、2019年1月に第2シリーズが、同年7月～8月に第3シリーズ、2020年1月には新春スペシャルが放送。
制作スタッフは主に『あさイチ』に関わっている男性スタッフが担当している。また、当初からSNS等で話題にされることを意識して制作され、初回放送終了後からYouTube・ニコニコ動画のNHK公式チャンネルで順次公開されてきた（公開は2020年3月31日をもって終了した）。
新作の放送は年2回程度だが、ミニ番組ということもあり、2019年12月以降、頻繁に再放送が行われている。

## 出演者
筋肉指導（全シリーズ共通）
- 谷本道哉 - 近畿大学生物理工学部准教授（筋生理学）

アシスタント（第1・第2シリーズ）
- 武田真治 - 俳優
- 村雨辰剛 - 庭師（第2シリーズでは英語での副音声も担当）
- 小林航太 - 弁護士・コスプレイヤー
- 嶋田泰次郎 - 歯科医師（第2シリーズで本来の体操ができない人向けの負荷を軽くした方法の紹介を担当）

アシスタント（第3シリーズ）
- 武田真治
- 嶋田泰次郎
- 川村虹花 - 格闘家・地下アイドル（仮面女子・アリス十番・Prismメンバー）
- 中野元 - 看護師（一般公募枠）
- 姚麗花 - 獣医学生（一般公募枠）

アシスタント（新春スペシャル）
- 武田真治
- 川村虹花
- 西川貴教 - 歌手
- 樽美酒研二 - エアードラマー（ゴールデンボンバーメンバー）
- ファイルーズあい - 声優
- 安井友梨 - 外資銀行員

アシスタント（第5シリーズ）
- 武田真治
- 村雨辰剛
- 井谷俊介 - パラ陸上選手
- 太田渉子 - 障害者スキー・パラテコンドー選手
- 瀬立モニカ - パラカヌー選手
- 樋口健太郎 - パワーリフティング選手

アシスタント（ワールドワイドSP）
- 武田真治 - 北海道出身／俳優
- アレックス・ラミレス - ベネズエラ出身／元プロ野球選手・監督
- 當間ローズ - ブラジル出身／歌手・モデル
- Dr.ネイト - アメリカ出身／形成外科医師・モデル
- タルン - インド出身／ヨガマスター・モデル
- ミョンヘ - 大阪出身／フィットネスモデル
- アフナン・サバグ - サウジアラビア出身／歯科医学生・ウェイトリフター
- 安井友梨 - 愛知県出身／外資銀行員

## 放送日
第1 - 第3シリーズは、2019年12月以降の再放送については割愛する。

### 第1シリーズ
- 初回放送：NHK総合 2018年8月27日 - 30日 23:50 - 23:55（全4回）
- 再放送
  - NHK総合 2018年9月13日 23:55 - 14日 0:35（NET BUZZ枠、一挙放送）
  - NHKワールドプレミアム 2018年9月16日 15:40 - 15:50（第1回・第2回）／9月23日 15:10 - 15:20（第3回・第4回）
  - NHK総合 2018年11月28日 0:48 - 1:08（一挙放送）
  - NHK BS1 2019年2月11日 11:00 - 11:20（一挙放送）

### 第2シリーズ
- 初回放送：NHK総合 2019年1月7日 - 10日 23:50 - 23:55（全4回）[2] ※近畿地区は放送なし
- 再放送
  - NHK総合 2019年1月14日 0:05 - 0:10（第1回）・23:30 - 23:35（第2回）／1月21日 0:05 - 0:10（第3回）／1月28日 0:05 - 0:10（第4回）
  - NHK BS1 2019年2月11日 11:20 - 11:40（一挙放送）

### 第3シリーズ
- 初回放送：NHK総合 2019年7月29日 - 8月1日 23:45 - 23:50（全4回）[7]
- 再放送
  - NHK総合 2019年8月13日 23:10 - 23:20（第1回・第2回）／8月17日 23:10 - 23:20（第3回・第4回）

第3シリーズでは各回の放送の最後に、番組出演者および視聴者の投稿による「筋肉体操川柳」が一句表示される（初回放送版と再放送版とでは、表示される川柳が変わる。YouTube・ニコニコ動画のネット配信版では、川柳は表示されなかった）。
2019年12月25日の再放送では筋肉体操川柳は表示されず、第1回・第2回の最後はサンタクロースに扮した谷本からのメッセージが、第3回の最後は2020年1月2日・3日に初回放送される新春スペシャルの告知が表示された。

### 新春スペシャル
- 初回放送：NHK総合 2020年1月2日 - 3日 23:20 - 23:25（全2回）
- 再放送
  - NHK総合 2020年1月4日 9:45 - 9:55（2回連続放送）
  - NHK総合 2020年1月5日 23:50 - 6日 0:00（2回連続放送）
  - NHK BS1 2020年3月9日 0:00 - 0:10（2回連続放送）
  - NHK総合 2020年3月20日 14:50 - 14:55（第1回）／3月21日 14:40 - 14:45（第2回）

### 第5シリーズ
- 初回放送：NHK総合 2020年8月24日 - 27日 23:45 - 23:50（全4回）

### 生放送フェス
- 初回放送：NHK総合 2020年12月12日 17:15 - 18:00（全1回）

### ワールドワイドSP
- 初回放送：NHK総合 2021年7月13日 - 15日 23:35 - 23:40（全3回）[9]

## 放送内容
第1シリーズ・第2シリーズ・第3シリーズ
- 第1回：腕立て伏せ
- 第2回：腹筋
- 第3回：スクワット
- 第4回：背筋

新春スペシャル
- 第1回：サーキット（上記の4種類のトレーニングを、休憩なしで連続して行う）
- 第2回：二の腕＆尻

第5シリーズ
- 第1回：胸と腕
- 第2回：太ももと尻
- 第3回：肩
- 第4回：腹筋と背筋

ワールドワイドSP
- 第1回：上半身スーパーセット
- 第2回：下半身サーキット
- 第3回：体幹スーパーセット

## NHK以外への波及
- 第1シリーズの初回放送終了から2ヶ月後の2018年11月4日福岡市選挙管理委員会は、2018年11月18日実施の福岡市長選挙を広報するため、『福岡市長選挙 投票前トレーニング』という動画を3本公開した[10]。全国的に話題になったものの、投票率は31.42%で過去最低となった[11][12]。
- 2019年1月には、番組中の「筋肉は裏切らない!」「自分に甘えない」「あと5秒しかできません!」などの印象的なセリフを網羅した無料通話アプリLINEのクリエイターズスタンプが発売された[13]。このうち、「筋肉は裏切らない」という句は2018年のユーキャン新語・流行語大賞のノミネート30語に選ばれている[14]。
- 明治ザ グリークヨーグルトの「LET'sたんぱく! キャンペーン」に、武田真治・村雨辰剛・小林航太の3人が起用され、トレーニング動画を配信した[15]。

## 書籍
- みんなで筋肉体操（2019年9月11日発売 ポプラ社 ISBN 978-4591163955） - 第1・第2シリーズのトレーニング方法を詳しく解説したDVD付きブック。
- みんなで筋肉体操語録～あと5秒しかできません!～（2019年9月13日発売 日経BP ISBN 978-4296103478） - 筋肉指導の谷本が番組内で発した名言とその解説をまとめた書籍。
- みんなで筋肉体操 筋肉が喜ぶ日めくり体操（2019年12月19日発売 学研プラス ISBN 978-4057507149） - 日めくりカレンダー形式のトレーニング解説書。

## 関連番組
- マッスル天気 - 当番組放送1年前の2017年6月[16]からNHK熊本放送局にて平日 17:57〜18:00枠で放送されている松永貢気象予報士の筋肉を生かした天気予報番組。なお、他地域と異なり、EPGやNHK番組表では『ニュース シブ5時』の気象情報扱いではなく独立した番組の扱いとなっている。
- 第69回NHK紅白歌合戦 - 武田真治ら出演者が天童よしみの応援ゲストとして出演、歌唱のバックでパフォーマンスを披露した[17]。
- かんさい元気印 - 2019年1月11日に放送されたNHK大阪放送局制作の近畿地区ローカル特番。中高年を対象とした「まだ間に合う筋肉体操」企画が放送されYouTube・ニコニコ動画のNHK公式チャンネルでも配信された（現在は配信終了）。筋肉指導は本家と同様に、谷本が担当している[18]。
- 北海道で!筋肉体操 - 2019年2月放送のNHK札幌放送局制作の全4回の北海道地区ミニ番組。谷本の筋肉指導と第1シリーズのトレーニング種目を元に、北海道胆振東部地震の被災市町村で地元の筋肉自慢による体操映像を取り入れた内容となっている[19]。腕立て伏せ編を苫小牧市苫小牧西港フェリーターミナル、腹筋編を厚真町スポーツセンター、スクワット編をむかわ町穂別博物館、背筋編を安平町スポーツセンターせいこドームで撮影した。
- ネーミングバラエティー 日本人のおなまえっ! - 2020年1月2日放送回にて「みんなで筋肉体操」とコラボレーション。僧帽筋・大殿筋・虫様筋・多裂筋など人間の体にある様々な筋肉の名称を解説した。谷本も解説として出演し、番組内で紹介した筋肉を鍛えるためのトレーニング方法を実演[20]。
- 谷本先生の超ラジオ体操 - 2020年の新型コロナウイルス感染症の流行における市民の外出自粛による運動不足防止策として、従来のラジオ体操により筋肉負荷効果の高い動作を採り入れた、谷本の実演による「超ラジオ体操」の動画配信やテレビ放送が行われている。また3月6日放送の『あさイチ』や22日放送の『サンデースポーツ2020』に谷本が出演して紹介している。[21]。
- 筋肉アワー - 2021年からNHK BS1及びNHK総合で放送されている、谷本とトップアスリートが「筋肉のことだけを語る」トーク番組（ミニ番組）[22]。谷本とアスリートの他、実演者（筋肉モデル）として青柳塁斗、大地伸永、池之上頼嗣、鈴木元気が出演。これまで出演したアスリートは以下のとおり。
  - バスケットボール編：長谷川技（バスケットボール選手、川崎ブレイブサンダース所属）
  - フィギュアスケート編：町田樹（元フィギュアスケート選手・國學院大學助教、ソチオリンピック日本代表）
  - ラグビー編：松田力也（ラグビー日本代表、埼玉パナソニックワイルドナイツ所属）
  - 陸上編：福島千里（元陸上競技選手、女子100m・200m日本記録保持者）
  - 日本舞踊編：三代目尾上菊之丞
- NHKニュースおはよう日本 - 2022年度の平日月曜の6時・7時台のスポーツコーナー「おはSPO」とのコラボレーションで「おはSPO筋肉体操」を放送。